# 薩沃納足球會
薩沃納足球會(Savona Foot-Ball Club)是一支位於意大利薩沃納的職業足球會，目前於意大利足球一類聯賽角逐。2011年12月23日，該俱乐部因為財務問題一度被法院宣布破产，後來該俱樂部又被他人接管。

## 外部連結
- Official Site （页面存档备份，存于） （意大利文）